# Volker Heine
Volker Heine (né le 19 septembre 1930 à Hambourg, Allemagne) est un physicien néo-zélandais / britannique. Volker Heine est considéré comme un pionnier des études théoriques et informatiques de la structure électronique des solides et des liquides et de la détermination des propriétés physiques qui en découlent.

## Biographie
Volker Heine fait ses études à la Wanganui Collegiate School et à l'Université d'Otago (Nouvelle-Zélande). En 1954, il vient à Cambridge (Royaume-Uni) grâce à une bourse d'études supérieures Shell pour faire son doctorat en physique (1956) comme élève de Nevill Mott. Au cours des années suivantes, il obtient une bourse au Clare College et devient membre du nouveau groupe de théorie du laboratoire Cavendish et, à part une année post-doctorale et plusieurs congés sabbatiques et visites d'été aux États-Unis, il reste à Cambridge pour le reste de sa carrière. En 1976, Heine devient professeur et prend la tête du groupe de théorie qui s'appelle alors "Théorie de la matière condensée". Il occupe ce poste jusqu'à sa retraite en 1997 .
Volker Heine est une figure très active de la communauté scientifique internationale, façonnant notamment le paysage du domaine des simulations informatiques atomistiques en Europe. Il lance et dirigé plus tard le réseau Psi-k  un réseau mondial de chercheurs travaillant sur la science des matériaux computationnelle de premier principe. La mission de Psi-k est de développer une théorie fondamentale, des algorithmes et des codes informatiques afin de comprendre, prédire et concevoir les propriétés et les fonctions des matériaux. Les principales activités de Psi-k sont l'organisation de conférences, d'ateliers, de tutoriels et d'écoles de formation ainsi que la diffusion de la pensée scientifique dans la société.
Volker Heine est élu membre de la Royal Society en 1974 et de l'American Physical Society en 1987. Il reçoit la médaille et le prix Maxwell en 1972, la médaille royale de la Royal Society (Londres) en 1993, la médaille Dirac de l'Institut de physique en 1994 et le prix Max Born en 2001. Il est professeur invité dans plusieurs universités à travers le monde et membre scientifique externe de l'Institut Max-Planck de recherche sur l'état solide à Stuttgart.

## Recherches
Les recherches de Volker Heine portent essentiellement sur trois domaines : le comportement des matériaux à partir du calcul de leur structure électronique ; l'origine des matériaux modulés de manière incommensurable; la structure et les propriétés des minéraux d'un point de vue atomique. Son principal sujet de recherche est la théorie des structures électroniques et en particulier le développement de divers concepts fondamentaux pour la physique de la matière condensée. Son travail est pionnier sur les pseudopotentiels , et forme la base de la plupart des calculs de structure électronique et d'énergie totale actuellement entrepris, en particulier pour les semi-conducteurs et les métaux dits à liaison sp ,. Il développe également la description de base du couplage électron-phonon  et une grande partie de notre compréhension de la structure et de la relaxation atomique aux surfaces a été établie par Heine . De plus, son travail sur la structure complexe des bandes et ses idées pionnières dans la théorie des états de surface fournissent la base de la description et de la compréhension actuelles des propriétés électroniques du volume et des interfaces ,,. Cela inclut le concept d'états d'écart induits par le métal au niveau des hétérostructures métal-semi-conducteur et la compréhension des barrières de Schottky.  Volker Heine a publié plus de 200 articles de recherche, plusieurs articles de synthèse et un manuel .